# Hydroptila dejaloni
Hydroptila dejaloni är en nattsländeart som beskrevs av Lazar Botosaneanu 1980. Hydroptila dejaloni ingår i släktet Hydroptila och familjen smånattsländor. Inga underarter finns listade i Catalogue of Life.